# ГЕС Сопладора
ГЕС Сопладора – гідроелектростанція на південному сході Еквадору. Знаходячись після ГЕС Пауте-Моліно, становить нижній ступінь каскаду на річці Пауте, лівій притоці річки Намангоза, котра в свою чергу є лівою  твірною Сант’яго (ліва притока річки Мараньйон – лівої твірної Амазонки).
Відпрацьована на станції Пауте-Моліно вода через з'єднувальний тунель та завантажувальну камеру загальною довжиною 0,25 км потрапляє до підвідного тунелю електростанції Сопладора довжиною 4,8 км з діаметром 7,6 метра. Він переходить у напірний водовід довжиною 0,47 км зі спадаючим діаметром від 6,1 до 4,7 метра. В системі також працює вирівнювальний резервуар з верхньою камерою довжиною 170 метрів та перетином 9х9 метра і з’єднувальною шахтою висотою 55 метрів з діаметром 10 метрів. 
Споруджений у підземному виконанні машинний зал має розміри 86х20 метрів при висоті 40 метрів, крім того, наявне окреме підземне приміщення для трансформаторного обладнання розмірами 95х15 метрів при висоті 14 метрів.
Основне обладнання станції становлять три турбіни типу Френсіс потужністю по 165,2 МВт, які використовують напір у 363 метра та забезпечують виробництво 2809 млн кВт-год електроенергії на рік. 
Відпрацьована вода повертається до річки по відвідному тунелю довжиною кілька кілометрів з діаметром 6,4 метра.
Видача продукції відбувається по ЛЕП, розрахованій на роботу під напругою 230 кВ.